# Liste der Nachrichtenagenturen
Die ist eine Liste der Nachrichtenagenturen.

## Liste
| Abkürzung      | Name | Hauptsitz         | Land                         | Gründung |
| -------------- | --- | ----------------- | ---------------------------- | -------- |
| AA             | Anadolu Ajansı | Ankara            | Türkei                       | 1920     |
| AAP            | Australian Associated Press | Sydney            | Australien                   | 1935     |
| ABI            | Agencia Boliviana de Información | La Paz            | Bolivien                     | 1996     |
| ABN            | Agencia Bolivariana de Noticias | Caracas           | Venezuela                    | 2005     |
| ABR            | Agência Brasil | Brasília          | Brasilien                    | 1937     |
| ACP            | Agence Congolaise de Presse | Kinshasa          | DR Kongo                     | 1960     |
| ADN            | Allgemeiner Deutscher Nachrichtendienst                                                                                              | Berlin            | Deutschland                  | 1946     |
| AFP            | Agence France-Presse | Paris             | Frankreich                   | 1835     |
| AGERPRES       | Agenția Națională de Presă | Bukarest          | Rumänien                     | 1889     |
| AICA           | Agencia de Informacion Catolica Argentina                                                                                            | Buenos Aires      | Argentinien                  | 1955     |
| AIM            | Agência de Informação de Moçambique                                                                                                  | Maputo            | Mosambik                     | 1976     |
| AK             | Adnkronos | Rom               | Italien                      | 1951     |
| AKP            | Agence Khmer de Presse | Phnom Penh        | Kambodscha                   |          |
| AMI            | Agence Mauritanienne d’Information                                                                                                   | Nouakchott        | Mauretanien                  | 1975     |
| ANA            | Athens News Agency | Athen             | Griechenland                 | 1895     |
| ANDES          | Agencia Pública de Noticias del Ecuador y Sudamérica                                                                                 | Quito             | Ecuador                      | 2009     |
| ANDINA         | Agencia Peruana de Noticias | Lima              | Peru                         |          |
| ANG            | Agência de Notícias da Guiné | Bissau            | Guinea-Bissau                | 1975     |
| ANI            | Asian News International | New Delhi         | Indien                       | 1971     |
| ANGOP          | Agência Angola Press | Luanda            | Angola                       | 1975     |
| ANNCOL         | Agencia de Noticias Nueva Colombia                                                                                                   | Stockholm         | Schweden                     | 1996     |
| ANP            | Algemeen Nederlands Persbureau | Rijswijk          | Niederlande                  | 1934     |
| ANR            | Agentura da Novitads Rumantscha | Chur              | Schweiz                      | 2017     |
| ANSA           | Agenzia Nazionale Stampa Associata                                                                                                   | Rom               | Italien                      | 1945     |
| ANTARA         | Antara News | Jakarta           | Indonesien                   | 1937     |
| AP             | Associated Press | New York          | USA                          | 1848     |
| APA            | Austria Presse Agentur | Wien              | Österreich                   | 1849     |
| APN            | Agentstvo Pechati Novosti | Moskau            | Russland                     | 1941     |
| APP            | Associated Press of Pakistan | Islamabad         | Pakistan                     | 1949     |
| APR            | Agencia Prensa Rural | Kopenhagen        | Dänemark                     |          |
| APS            | Algérie Presse Service | Algier            | Algerien                     | 1961     |
| ats-sda        | Agence Télégraphique Suisse – Schweizerische Depeschenagentur – Agenzia telegrafica svizzera                                         | Bern              | Schweiz                      | 1894     |
| AWP            | AWP Finanznachrichten | Zürich            | Schweiz                      | 1957     |
| AzerTAc        | Aserbaidschanische Staatliche Presse-Agentur                                                                                         | Baku              | Aserbaidschan                | 2004     |
| Bakhtar        | Bakhtar News Agency | Kabul             | Afghanistan                  | 1939     |
| BNS            | Baltic News Service | Tallinn           | Estland                      | 1990     |
| BSS            | Bangladesh Sangbad Sangstha | Dhaka             | Bangladesh                   | 1972     |
| BELGA          | Agence Belga | Brüssel           | Belgien                      | 1920     |
| Bernama        | Bernama (Berita Nasional Malaysia)                                                                                                   | Kuala Lumpur      | Malaysien                    | 1967     |
| Bloomberg News | Bloomberg News | New York          | USA                          | 1990     |
| CP             | The Canadian Press | Toronto           | Canada                       | 1917     |
| CNS            | China News Service | Peking            | China                        | 1952     |
| ČTK            | Česká tisková kancelář (Czech News Agency, Czech Press Agency) bis 1992: Československá tisková kancelář (Czechoslovak Press Agency) | Prag              | Tschechien                   | 1918     |
| apn            | Deutscher Auslands-Depeschendienst                                                                                                   | Frankfurt am Main | Deutschland                  | 2009     |
| Dow Jones      | Dow Jones News GmbH | Frankfurt am Main | Deutschland                  | 1882     |
| dpa            | Deutsche Presse-Agentur | Hamburg           | Deutschland                  | 1949     |
| dpa-AFX        | Dpa-AFX Wirtschaftsnachrichten | Frankfurt am Main | Deutschland                  | 1999     |
| dts            | Deutsche Textservice Nachrichtenagentur                                                                                              | Halle (Saale)     | Deutschland                  | 2009     |
| DÜD            | Deutscher Überseedienst (hat bis 1930 existiert)                                                                                     | Berlin            | Deutschland                  | 1914     |
| EFE            | Agencia EFE | Madrid            | Spanien                      | 1939     |
| ELTA           | Lietuvos naujienų agentūra | Vilnius           | Litauen                      | 1920     |
| epd            | Evangelischer Pressedienst | Frankfurt am Main | Deutschland                  | 1910     |
| ENI            | Ecumenical News International (ÖRK)                                                                                                  | Genf              | Schweiz                      | 1994     |
| ER24           | EinsatzReport24 | Forst (Baden)     | Deutschland                  | 2013     |
| EXTEL          | The Exchange Telegraph Co. Ltd. | London            | Vereinigtes Königreich       | 1872     |
| HINA           | Hrvatska izvještajna novinska agencija                                                                                               | Zagreb            | Kroatien                     | 1990     |
| hpd            | Humanistischer Pressedienst | Berlin            | Deutschland                  | 2006     |
| Interfax       | Interfax Information Services Group                                                                                                  | Moskau            | Russland                     | 1989     |
| idea           | Evangelische Nachrichtenagentur Idea                                                                                                 | Wetzlar           | Deutschland                  | 1970     |
| INFORPRESS     | Agência Cabo-Verdiana de Notícias | Praia             | Kap Verde                    | 1988     |
| IPS            | Inter Press Service | Rom               | Italien                      | 1964     |
| IRNA           | Islamic Republic News Agency | Teheran           | Iran                         | 1934     |
| ISNA           | Iranian Students News Agency |                   | Iran                         | 1999     |
| ITAR-TASS      | s. TASS | Moskau            | Russland                     |          |
| ITIM           | Honut Israel Meougnedet/Associated Israel                                                                                            | Tel Aviv          | Israel                       |          |
| Kabar          | Kirgisische Nachrichtenagentur (Кабар)                                                                                               | Bischkek          | Kirgisistan                  |          |
| KAP            | Kathpress | Wien              | Österreich                   | 1947     |
| KAZINFORM      | Kazinform | Astana            | Kasachstan                   | 1920     |
| KCNA           | Korean Central News Agency | Pjöngjang         | Nordkorea                    | 1946     |
| Khabar         | Khabar (Хабар) | Astana            | Kasachstan                   | 1995     |
| KNA            | Katholische Nachrichten-Agentur | Bonn              | Deutschland                  | 1952     |
| KPL            | Khaosan Pathet Lao | Vientiane         | Laos                         | 1968     |
| KUNA           | Kuwait News Agency | Kuwait            | Kuwait                       | 1979     |
| Kyodo          | Kyodo Tsushin (Kyodo News Service)                                                                                                   | Tokio             | Japan                        | 1936     |
| Jiji           | Jiji Tsūshinsha | Tokio             | Japan                        | 1936     |
| LUSA           | Lusa - Agência de Notícias de Portugal                                                                                               | Lissabon          | Portugal                     | 1986     |
| MENA           | Middle East News Agency | Kairo             | Ägypten                      | 1955     |
| MONTSAME       | Mongolyn tsakhilgaan medee | Ulaanbaatar       | Mongolei                     | 1921     |
| MTI            | Magyar Tavirati Iroda | Budapest          | Ungarn                       | 1880     |
| NAMPA          | Namibia Press Agency | Windhoek          | Namibia                      | 1987     |
| NTB            | Norsk Telegrambyrå | Oslo              | Norwegen                     | 1867     |
| ONA            | Oman News Agency – وكالة الأنباء العماني                                                                                             | Ruwi              | Oman                         | 1986     |
| PA             | The Press Association | London            | Vereinigtes Königreich       | 1868     |
| PAP            | Polska Agencja Prasowa | Warschau          | Polen                        | 1918     |
| PL             | Prensa Latina (Agencia de Noticias Latinoamericana S.A.)                                                                             | Havanna           | Kuba                         | 1959     |
| PNA            | Peyamner News Agency (kurdische Nachrichtenagentur)                                                                                  | Erbil             | Irak                         |          |
| PTE            | pressetext Nachrichtenagentur | Wien              | Österreich                   | 1997     |
| PTI            | Press Trust of India | Mumbai            | Indien                       | 1910     |
| RB             | Ritzaus Bureau | Kopenhagen        | Dänemark                     | 1866     |
| REUTERS        | Reuters | London            | Vereinigtes Königreich       | 1851     |
| RIA            | RIA Novosti | Moskau            | Russland                     | 1961     |
| RND            | RedaktionsNetzwerk Deutschland | Hannover          | Deutschland                  | 2013     |
| SAD            | Springer-Auslandsdienst | Hamburg           | Deutschland                  | 1959     |
| SAPA           | South African Press Association | Johannesburg      | Südafrika                    | 1938     |
| sda-ats        | Schweizerische Depeschenagentur – Agence Télégraphique Suisse – Agenzia telegrafica svizzera                                         | Bern              | Schweiz                      | 1894     |
| SID            | Sport-Informations-Dienst | Neuss             | Deutschland                  | 1945     |
| si             | Sportinformation | Zürich            | Schweiz                      | 1922     |
| SLENA          | Sierra Leone News Agency | Freetown          | Sierra Leone                 | 1977     |
| SNE            | Servicio de Noticias del Estado | Bogotá            | Kolumbien                    |          |
| SPA            | Saudi Press Agency | Riad              | Saudi-Arabien                | 1971     |
| spot           | spot on news | München           | Deutschland                  | 2012     |
| STP-Press      | STP-Press | São Tomé          | São Tomé und Príncipe        | 1985     |
| STT-FNB        | Suomen Tietotoimisto – Finska Notisbyrån                                                                                             | Helsinki          | Finnland                     | 1887     |
| TANJUG         | Telegrafska Agencija Nova Jugoslavija                                                                                                | Belgrad           | Serbien                      | 1943     |
| TAP            | Agence Tunis Afrique Presse | Tunis             | Tunesien                     | 1961     |
| TASS           | TASS | Moskau            | Russland                     | 1904     |
| Tatoli         | Tatoli, ehemals Agência Noticiosa de Timor-Leste ANTIL                                                                               | Dili              | Osttimor                     | 2016     |
| tdt            | tdt Telexdienst Tourismus | Frankfurt am Main | Deutschland                  | 1981     |
| TELAM          | Agencia de noticias de la República Argentina                                                                                        | Buenos Aires      | Argentinien                  | 1945     |
| TNA            | Thailand News Agency | Bangkok           | Thailand                     |          |
| TS             | Teleschau | München           | Deutschland                  | 1968     |
| TT             | Tidningarnas Telegrambyrå | Stockholm         | Schweden                     | 1921     |
| UNB            | United News of Bangladesh | Malobog           | Bangladesch                  | 1988     |
| UNI            | United News of India | Neu-Delhi         | Indien                       | 1959     |
| UPI            | United Press International | New York          | USA                          | 1907     |
| VNA            | Vietnam News Agency (Thông tấn xã Việt Nam/TTXVN)                                                                                    | Hanoi             | Vietnam                      | 1945     |
| WAM            | Wakalat Anba’a al-Emarat | Abu Dhabi         | Vereinigte Arabische Emirate |          |
| WNORG          | wnorg-Nachrichtenagentur | Zülpich           | Deutschland                  |          |
| Xinhua         | Xinhua | Peking            | China                        | 1931     |
| Yonhap         | Yonhap News Agency | Seoul             | Südkorea                     | 1980     |
| vifogra        | Vifogra GmbH | Schrobenhausen    | Deutschland                  | 2024     |